# Aristolochia coryi
Aristolochia coryi là một loài thực vật có hoa trong họ Aristolochiaceae. Loài này được I.M.Johnst. mô tả khoa học đầu tiên năm 1940.